# جوان درو
جوان درو (بالإنجليزية: Joanne Dru) هي كاتبة سيناريو وممثلة أمريكية، ولدت في 31 يناير 1922 في لوغان في الولايات المتحدة، وتوفيت في 10 سبتمبر 1996 في لوس أنجلوس في الولايات المتحدة بسبب استسقاء.

## أعمال

### أفلام
- (1950) كل رجال الملك
- (1950) لبست الشريط الأصفر

## وصلات خارجية
- جوان درو على موقع IMDb (الإنجليزية)
- جوان درو على موقع روتن توميتوز (الإنجليزية)
- جوان درو على موقع ألو سيني (الفرنسية)
- جوان درو على موقع تيرنر كلاسيك موفيز (الإنجليزية)
- جوان درو على موقع أول موفي (الإنجليزية)
- جوان درو على موقع قاعدة بيانات برودواي على الإنترنت (الإنجليزية)
- جوان درو على موقع قاعدة بيانات برودواي على الإنترنت (الإنجليزية)
- جوان درو على موقع قاعدة بيانات الأفلام السويدية (السويدية)
- جوان درو على موقع إن إن دي بي (الإنجليزية)
- جوان درو على موقع قاعدة بيانات الفيلم (الإنجليزية)